# Phúc Lộc Thọ

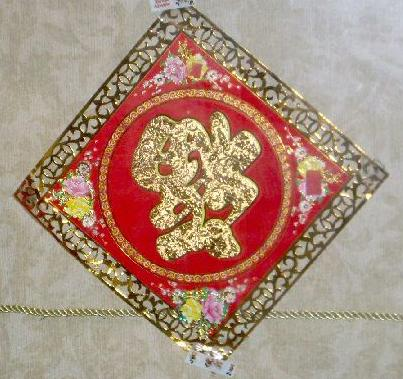
Chữ Phúc treo ngược. Đây là một cách chơi chữ vì Phúc ngược Hán Việt đọc là "phúc đảo", cận âm với "Phúc đáo (lai)" nghĩa là "phúc (lại) đến". Khi dán lên vách vào những ngày cận Tết là muốn cầu may mắn cho gia chủ

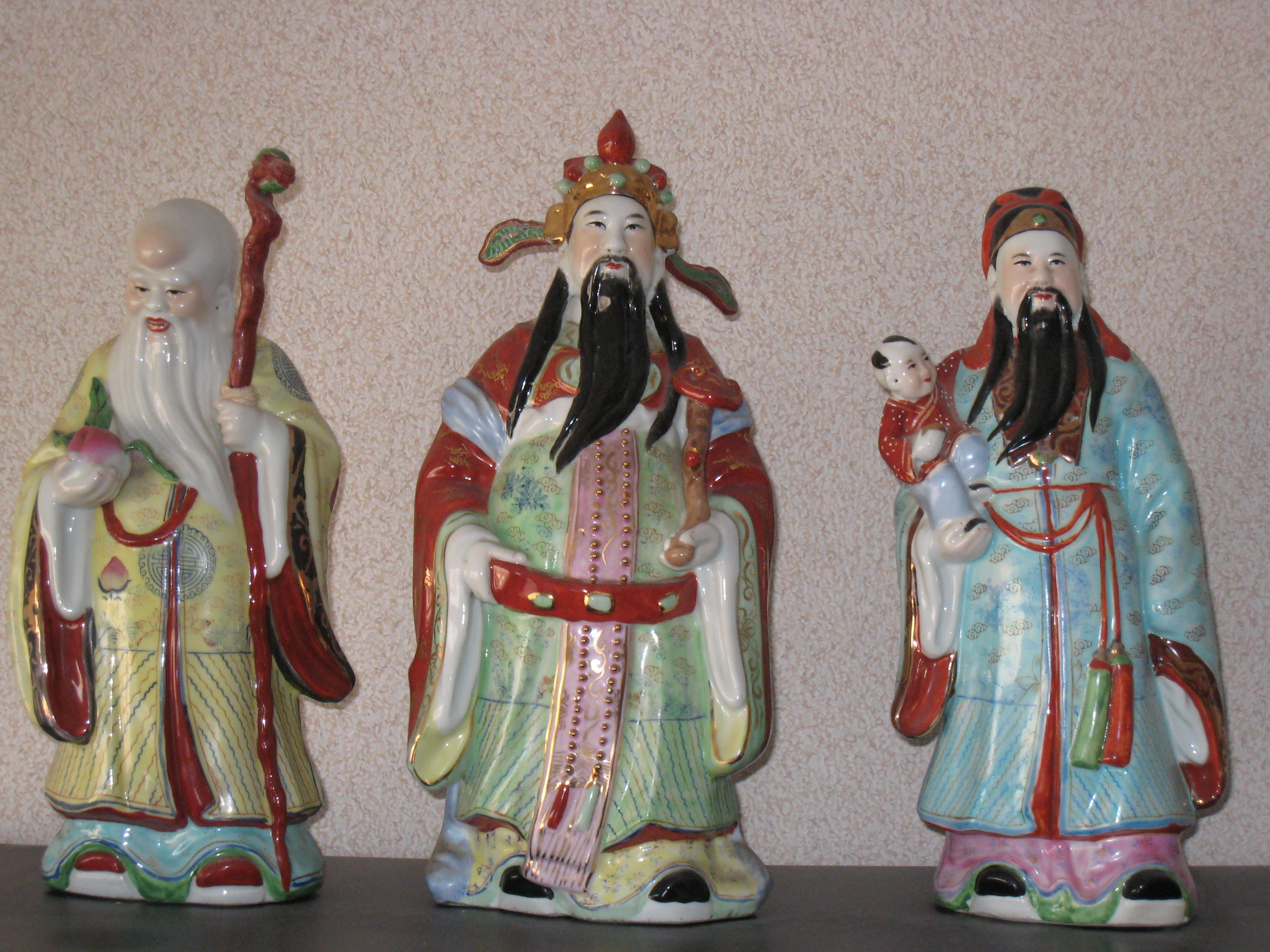
Tượng các vị thần Thọ - Lộc - Phúc

Phúc Lộc Thọ hay Phước Lộc Thọ (Giản thể: 福禄寿; Phồn thể: 福祿壽; bính âm: Fú Lù Shòu) là thuật ngữ thường được sử dụng trong văn hóa Trung Hoa và những nền văn hóa lân cận để diễn tả ba điều cơ bản trong cuộc sống tốt đẹp: may mắn (Phúc), giàu sang (Lộc), và sống lâu (Thọ). Mỗi ý niệm được nhân cách hóa thành bộ ba vị thần, gọi chung là 3 ông "Phúc-Lộc-Thọ" hay Tam Đa.

## Các nhân vật

### Ông Phúc

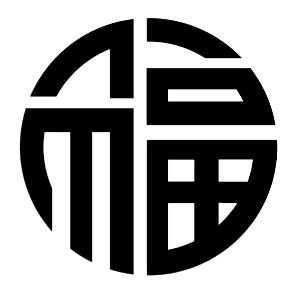
Chữ Phúc (viết cách thể)

Ông Phúc tượng trưng cho sự may mắn, tốt lành. Tương truyền, Ông Phúc là một vị quan thanh liêm. Theo quan niệm xưa, nhà đông con là nhà có phúc nên hình ảnh ông Phúc còn đi kèm với 1-2 đứa trẻ, khi thì bồng trên tay, khi thì đứng cạnh bên. Ngoài ra ông Phúc thường đi liền với con dơi bay lượn vì dơi phiên âm Hán-Việt là "bức" cận âm với "phúc".

### Ông Lộc

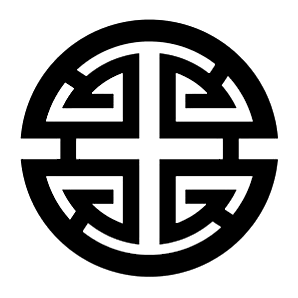
Chữ Lộc (viết cách thể)

Ông Lộc tượng trưng cho sự giàu có, thịnh vượng. Theo truyền thuyết, Ông sinh tại Giang Tây, sống thời Thục Hán, ra làm quan nên trang phục của ông là triều phục, đầu đội mũ cánh chuồn. Ông thường mặc áo màu xanh lục vì trong tiếng Hoa, "lộc" phát âm gần với "lục", tay cầm hốt "như ý". Kề bên ông thường có con hươu vì hươu âm Hán-Việt cũng là "lộc".

### Ông Thọ

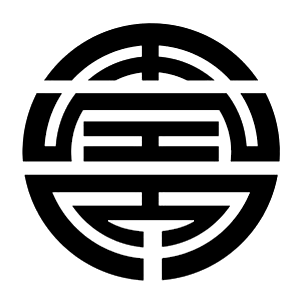
Chữ Thọ (viết cách thể)

Ông Thọ tượng trưng cho sự sống lâu với hình ảnh là một ông già râu tóc bạc trắng, trán hói và dô cao, tay cầm quả đào, bên cạnh thường có thêm có con hạc. Trên gậy có buộc thêm hồ lô. Tất cả các biểu tượng đều tượng trưng cho sự trường thọ, bất tử.